# Gertrudes Tomás
Gertrudes Ribeiro da Costa Rodrigues Thomaz GCB (Ajuda, Lisboa, 23 de fevereiro de 1894 - São Francisco Xavier, Lisboa, 25 de maio de 1991) foi a esposa do antigo Presidente da República, Américo Thomaz e por inerência Primeira-dama de Portugal.

## Biografia
Filha do farmacêutico António José da Costa e Adelaide do Carmo Ribeiro da Costa, nasceu na Calçada da Ajuda, número 178, segundo andar. O pai tinha uma botica na Rua dos Lusíadas, em Alcântara.
Em 16 de outubro de 1922 casa com Américo de Deus Rodrigues Thomaz. Deste casamento nascem três crianças, das quais apenas duas filhas sobreviveram (Maria Natália e Maria Madalena).
Ao longo da sua vida, acompanhou o seu marido em várias cerimónias oficiais e visitas, quando este era Presidente da República durante o Estado Novo.
A 29 de Fevereiro de 1968 foi agraciada com a Grã-Cruz da Ordem de Benemerência. A 1961 foi agraciada com a Grã-Cruz da Ordem de Isabel a Católica.
Morreu a 25 de maio de 1991, aos 97 anos, no Hospital de São Francisco Xavier. Está sepultada no Cemitério da Ajuda, em Lisboa.